# Guttera
Guttera é um pequeno gênero da família Numididae.

## Espécies
É formado por duas espécies:
- Pintada-plumífera, Guttera plumifera
- Pintada-de-crista, Guttera pucherani
- Guttera verreauxi
- Guttera edouardi